# North Saanich
North Saanich est une municipalité de district de la Colombie-Britannique située sur la péninsule Saanich de l'île de Vancouver. Elle fait partie du district régional de la Capitale ainsi que de la région métropolitaine de Victoria, et comprend les collectivités de Saanichton et Brentwood Bay.
La municipalité accueille l'aéroport international de Victoria ainsi que le terminal de ferry de Swartz Bay. North Saanich est relié à Victoria par la route 17. Malgré la présence de l'aéroport et du terminal de ferry, North Saanich reste en grande partie rural, hormis ses côtes qui sont plus résidentielles.

## Histoire
La municipalité a été fondée une première fois en 1905, mais est dissoute dès 1911 en raison d'une trop faible population. North Saanich est recréé en 1965 dans ses limites actuelles.

## Population
- 11 249 (recensement de 2016)[2]
- 11 089 (recensement de 2011)
- 10 823 (recensement de 2006)[3]
- 10 436 (recensement de 2001)